# Atumate
Atumate ist ein osttimoresischer Ort in der Aldeia Helesu (Suco Atabae, Verwaltungsamt Atabae, Gemeinde Bobonaro). Er liegt in einer Meereshöhe von 89 m.
Der Weiler befindet sich im Süden der Aldeia, beim Fluss Hatoleai, der weiter östlich in den Nunura mündet. Südlich des Flusses liegt der Suco Hataz.